# Sint-Martinusparochie (Utrecht)
De Martinusparochie is een rooms-katholieke parochie in de Nederlandse stad Utrecht. Zij is in 2010 tot stand gekomen door de fusie van vijf parochiekerken in de regio Utrecht Zuid en Oost. Het is nu één parochie met vijf kerken, te weten:
- Sint-Aloysiuskerk
- H. Johannes de Doper en H. Bernarduskerk
- Gertrudiskerk
- Pauluskerk
- Wederkomst des Herenkerk

De parochie is gewijd aan Sint Maarten, de patroon van de stad Utrecht.

Het gebied van de parochie omvat de wijken Zuidwest, Zuid, Oost en Noordoost (zonder Votulast).

## Voorgeschiedenis
In het gebied dat de Martinusparochie beslaat hebben veel parochiekerken gestaan. Een aantal daarvan zijn in de loop van de tijd gesloten en soms ook afgebroken. De parochies echter bleven – feitelijk alleen in juridische zin – bestaan. Zo werden bijvoorbeeld de parochies van OLV Tenhemelopneming en van het Heilig Hart gevoegd bij die van de Aloysius. Al deze parochies werden in 2010 opgeheven en vervangen door deze ene parochie. De totale lijst van parochies met jaar van oprichting is als volgt:
- OLV Tenhemelopneming (1855) (Gevoegd bij de Aloysius)
- Sint Aloysius (1906)
- Heilig Hart van Jezus (1927) (Gevoegd bij de Aloysius)
- Apostel Paulus (1932)
- Sint Gertrudis (1923)
- Johannes de Doper (1953) (Samengegaan met de Bernardus)
- Christus Koning (1960) (Gevoegd bij de Wederkomst des Heren)
- Sint Isidorus (1962) (Gevoegd bij de Wederkomst des Heren)
- Wederkomst des Herenkerk (1963)
- Sint Bernardus (1964) (Samengegaan met de Johannes de Doper)

## Beeldengalerij

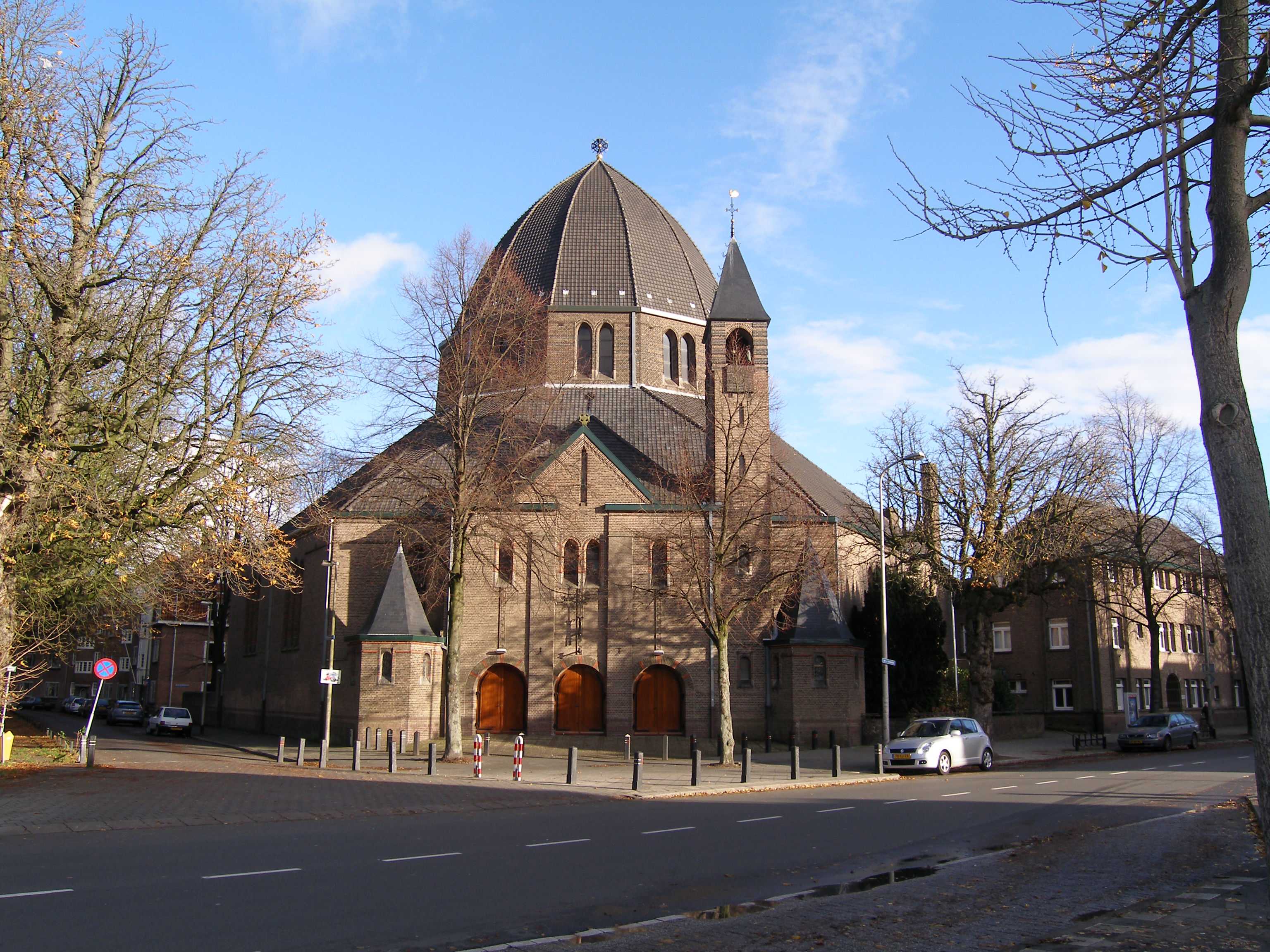
De Sint-Aloysiuskerk.
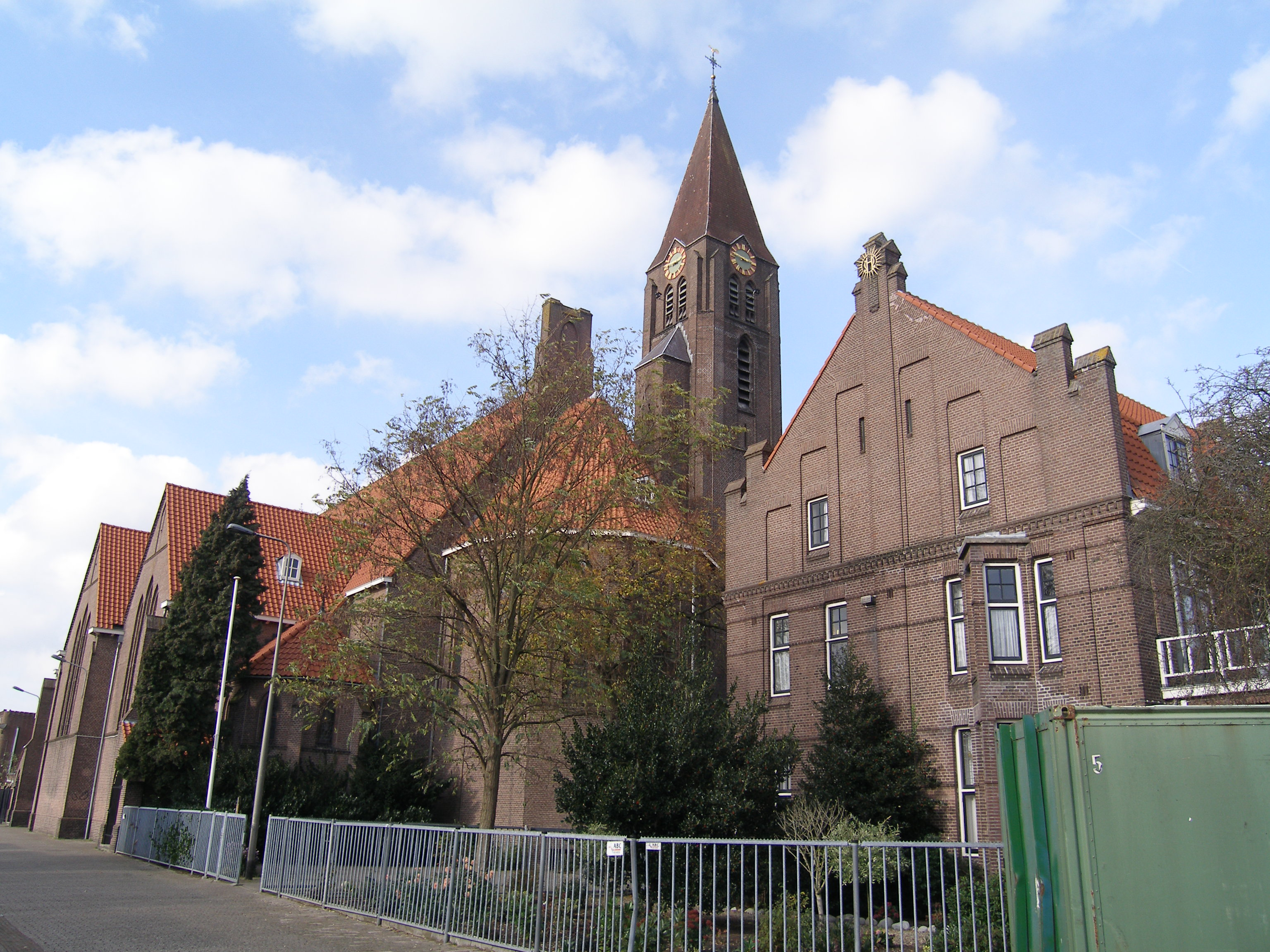
De Gertrudiskerk.
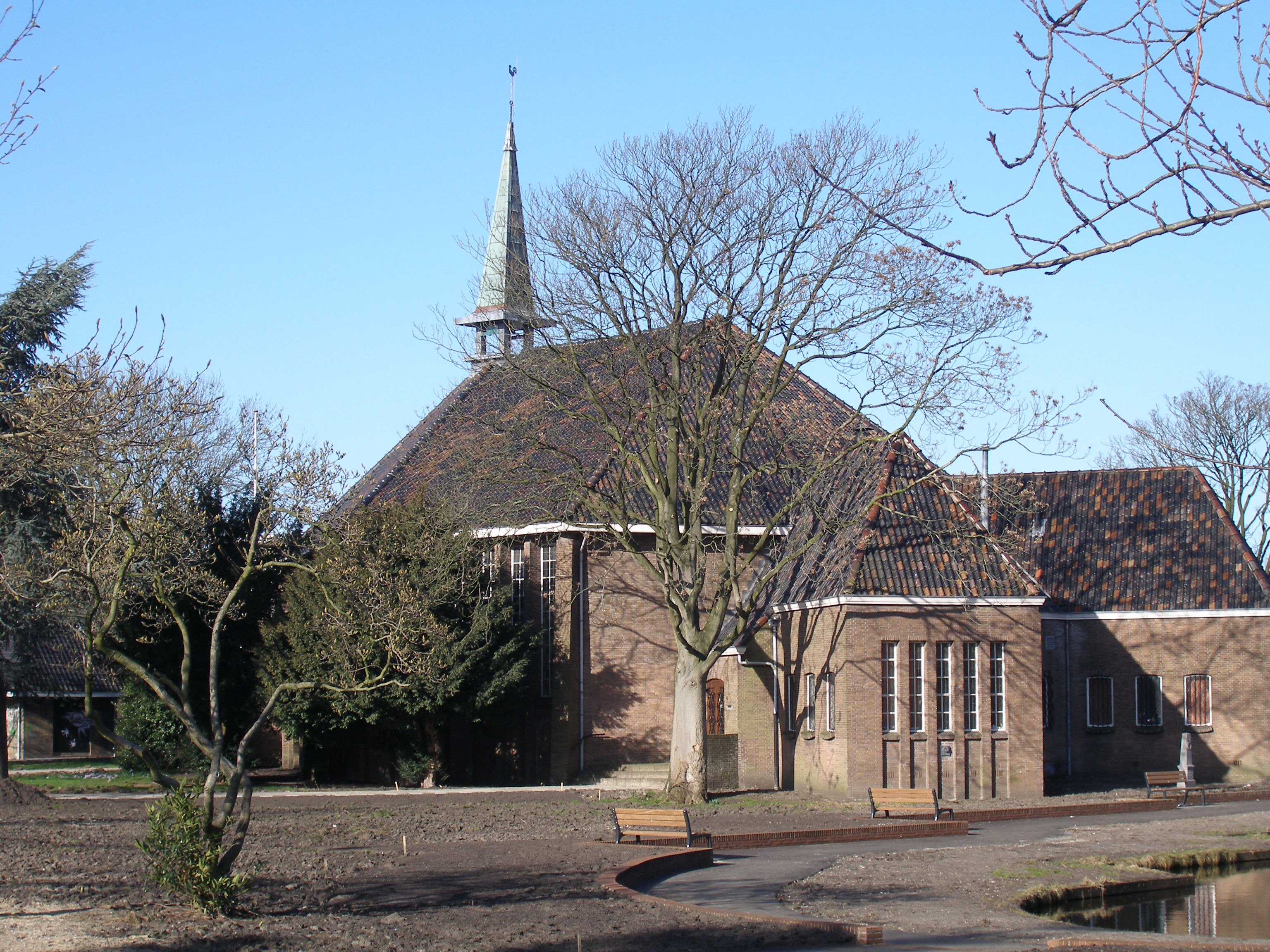
De Pauluskerk.